# Marcos Llunas

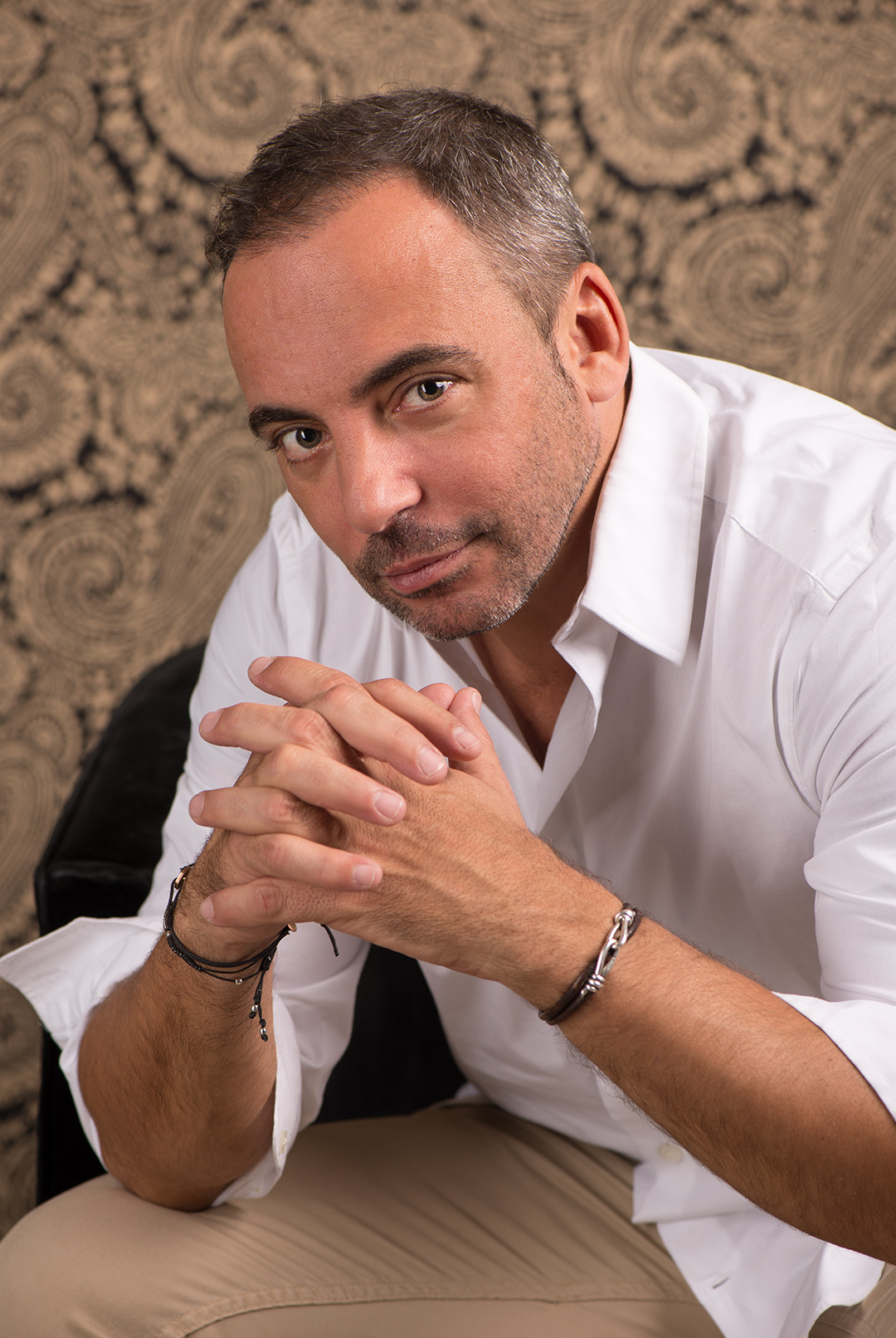
Marcos Llunas (2016)

Marcos Gómez Llunas (* 29. September 1971 in Madrid) ist ein spanischer Sänger und Komponist.

## Leben und Wirken
Sein erstes Album erschien 1993. 1995 siegte er beim OTI Festival in Paraguay mit dem Titel Eres mi debilidad. Er wurde von der Rundfunkanstalt TVE ausgewählt, Spanien beim Eurovision Song Contest 1997 in Dublin mit seiner selbstgeschriebenen Popballade Sin rencor zu vertreten. Er erreichte dort den sechsten Platz.

## Diskografie
Alben
- 1993: Marcos Llunas
- 1994: Piel a piel
- 1996: Vida
- 1997: Mi Historia
- 1999: Pluja d'estels
- 2000: Desnudo
- 2002: Me gusta
- 2003: Hechicera
- 2004: Mi retrato